# باشگاه فوتبال پانسرایکوش
باشگاه فوتبال پانسرایکوس (یونانی: Πανσερραϊκός ۱۹۴۶) یک باشگاه فوتبال مستقر در سرس (یونان) است که در حال حاضر در سوپر لیگ فوتبال یونان، بالاترین سطح لیگ فوتبال در این کشور به فعالیت می‌پردازد.
پانسرایکوس یکی از مهم‌ترین و مورد حمایت‌ترین باشگاه‌های شمال یونان است و در دهه‌های ۱۹۶۰ و ۱۹۷۰ حضور تقریباً مستمری در لیگ دسته برتر داشت.